# Cinci săptămâni în balon (film)
Cinci săptămâni în balon (Five Weeks in a Balloon) este un film SF american din 1962 în regia lui Irwin Allen, cu Red Buttons, Fabian, Barbara Eden, Sir Cedric Hardwicke, Peter Lorre, Richard Haydn și Barbara Luna.

## Prezentare
Profesorul Fergusson intenționează să intre în istoria aviației plănuind o călătorie cu balonul său deasupra Africii. El are de gând să revendice teritorii neexplorate din Africa de Vest în numele coroanei britanice, ca dovadă a valorii invențiilor sale.

## Actori
- Sir Cedric Hardwicke este Fergusson
- Red Buttons este Donald O'Shay
- Fabian este Jacques
- Barbara Eden este Susan Gale
- Peter Lorre este Ahmed
- Richard Haydn este Sir Henry Vining
- Barbara Luna este Makia
- Billy Gilbert este Sultan
- Herbert Marshall este Prim Ministrul
- Reginald Owen este Consul
- Henry Daniell este Sheik Ageiba
- Mike Mazurki este Head Slaver
- Alan Caillou este Inspector